# Satalice
Satalice (tyska: Satalitz) är sedan 1974 en stadsdel i Tjeckiens huvudstad Prag. Sedan 1974 tillhör den stadsdistriktet (městský obvod) Prag 9 och sedan 1990 utgör den stadsdelskommunen (městská část) Praha-Satalice. Satalice ligger 280 meter över havet och antalet invånare är 2 069.